# Marina romana d'Orient

La insígnia imperial (vassilikon flàmulon) usada a les flotes de guerra romanes d'Orient al

La marina romana d'Orient va ser la força naval de l'exèrcit romà d'Orient. Així com l'imperi mateix, en els seus orígens es va desenvolupar a partir de la marina romana, però en comparació amb la seva predecessora va tenir un paper més important en la defensa de l'imperi. La marina romana operava com a policia marítima per desactivar amenaces, però la marina de l'Imperi Romà d'Orient era vital per a l'existència de l'imperi marítim.
La marina romana d'Orient va tenir un paper preponderant en l'hegemonia de l'imperi, gràcies a les seves àgils embarcacions, anomenades dromos i l'ús d'armes innovadores com el foc grec. La superioritat naval de l'Imperi Romà d'Orient li va proporcionar el domini del Mediterrani Oriental fins al segle xi, quan va començar a ser substituïda per l'incipient poder d'algunes ciutats estat italianes, especialment la República de Venècia.
La primera amenaça a l'hegemonia de la marina romana va venir dels vàndals al segle v, però va ser liquidada per les guerres de Justinià I al segle següent. El restabliment d'una marina romana d'Orient permanent i la introducció de les galeres en el mateix període marca la independència i el desenvolupament de les característiques primàries de la marina romana d'Orient. Aquest procés va augmentar durant l'adveniment de l'islam. Després de les pèrdues del llevant mediterrani i de la província romana d'Àfrica, el Mediterrani es va convertir en un camp de batalla entre l'Imperi Romà d'Orient i l'Imperi Àrab. En aquest punt va ser massa important la marina romana d'Orient, no només per a la defensa de les possessions imperials al mar, sinó per repel·lir atacs contra Constantinoble. A través de l'ús del foc grec, l'arma secreta romana d'Orient més letal, Constantinoble es va salvar de diversos setges i en moltes batalles la victòria va ser per a les tropes de l'Imperi Romà d'Orient.
En principi, la defensa de les costes de l'Imperi Romà d'Orient i de les zones properes a Constantinoble estava a càrrec de la marina dels carabisians. A poc a poc es va anar dividint en marines locals, però la marina imperial tenia la seva seu a Constantinoble i s'encarregava d'aturar atacs a la ciutat. A les acaballes del segle viii, l'armada romana d'Orient tenia novament el poder al Mediterrani. La rivalitat amb les flotes musulmanes continuava amb cert èxit per l'Imperi Romà d'Orient.
Durant el segle xi, la marina i l'Imperi Romà d'Orient van començar a declinar. En enfrontar-se amb nous reptes a l'Occident la sobirania de l'Imperi Romà d'Orient va cedir davant les incipients flotes de Venècia i Gènova, amb desastrosos efectes en l'economia i política romana d'Orient. Un període de recuperació sota els Comnens va ser succeït per un temps fosc i de declivi, que va arribar al seu zenit en la desastrosa dissolució de l'Imperi Romà d'Orient per la Quarta Croada el 1204. Després de la restauració de l'Imperi Romà d'Orient el 1261, la Dinastia dels Paleòlegs va intentar rehabilitar la marina de l'Imperi Romà d'Orient però els seus esforços van tenir només un efecte temporal. A mitjans del segle xiv, l'altre temps poderosa marina romana d'Orient tot just arribava a una dotzena de vaixells i el control del mar Egeu va passar dels romans d'Orient a les mans de la península Itàlica i de l'Imperi Otomà. La feble flota de l'Imperi Romà d'Orient, però, va continuar les seves activitats fins a la caiguda de l'Imperi Romà d'Orient al maig del 1453.

## Guerres civils i invasions bàrbares: seglesiviv
La marina romana d'Orient, com el mateix Imperi Romà d'Orient, va ser la continuació de l'Imperi Romà i les seves institucions. Després de la batalla d'Àccium el 31 aC, i a causa de l'absència de qualsevol tractat extern a la Mediterrània, la marina romana va realitzar gran quantitat de funcions de vigilància i escorta. Massives batalles navals, com les ocorregudes durant les guerres púniques, ja no es van produir, i la flota romana es va compondre llavors de vaixells relativament petits, que es van adaptar millor a les seves noves tasques. Al voltant del segle iv, les flotes permanents dels romans havien disminuït, de manera que quan les flotes dels emperadors rivals Constantí el Gran i Licini I es van enfrontar el 324, es trobaven compostos en gran manera dels vaixells de nova construcció o confiscats de les ciutats portuàries del Mediterrani oriental. No obstant això, les guerres civils dels segles IV i v, van impulsar una reactivació de l'activitat naval, amb flotes que es van emprar principalment per al transport dels exèrcits. Gran part de les forces navals van seguir sent emprades a la Mediterrània occidental durant el primer quart del segle v, especialment en el Nord d'Àfrica, però el domini de Roma a la Mediterrània va ser impugnat quan Àfrica va ser envaït pels vàndals en un període de quinze anys.
El nou Regne Vàndal de Cartago, sota el poderós rei Genseric, immediatament va llançar atacs contra les costes de la península Itàlica i Grècia, fins i tot va saquejar i va conquerir Roma el 455. Els atacs vàndals van continuar sense parar les següents dues dècades, tot i els repetits intents romans per derrotar-los. L'Imperi Occidental es trobava impotent, la seva marina de guerra es va reduir a gairebé res, però els emperadors d'orient podrien recórrer als recursos i coneixements navals de la Mediterrània oriental. No obstant això, la primera expedició oriental del 448 no va anar més enllà de Sicília, i el 460 els vàndals van destruir una flota de l'armada occidental a Cartagena, Hispània. Finalment, el 486, una gran expedició de l'orient va ser feta sota Basilisc, suposadament formada per 1.113 vaixells i 100.000 homes, però va fallar estrepitosament. Prop de 600 vaixells es van perdre a causa dels incendis dels vaixells, i el cost financer de 130.000 quilos d'or i 700 lliures de plata van posar prop de la fallida a l'imperi. Això va obligar els romans a arribar a un acord amb Genseric i a signar un tractat de pau. No obstant això, després de la mort de Genseric el 477, l'amenaça dels vàndals va retrocedir.

## Segle VI - Justinià restaura el control sobre la Mediterrània
El segle vi va marcar el renaixement del poder naval romà. El 508, l'antagonisme pel Regne Ostrogot d'Itàlia de Teodoric el Gran es va encendre, l'emperador Anastasi I Dicor (491-518) va informar que va enviar una flota de 100 vaixells de guerra per atacar les costes d'Itàlia. El 513, el general Vitalià es va rebel·lar contra l'emperador Anastasi I. Els rebels van reunir una flota de 200 vaixells de guerra que, malgrat alguns èxits inicials, van ser destruïts per l'almirall Marí, que va emprar una substància incendiària (possiblement una forma primerenca de foc grec) per derrotar-los.
El 533, prenent avantatge de l'absència de la flota vandàlica, va enviar per suprimir una rebel·lió a Sardenya, un exèrcit de 15.000 soldats sota Belisari que van ser transportats a l'Àfrica per una flota d'invasió de 92 dromons i 500 transports, començant la Guerra Vandàlica, la primera de les guerres de reconquesta de l'emperador Justinià I (527-565). Aquestes van ser en gran manera les operacions amfíbies, fetes possible pel control de les vies navegables de la Mediterrània, on les flotes van tenir un paper important en el transport de subministraments i reforços a la gran dispersió de les forces i guarnicions expedicionàries romanes d'Orient. Aquest fet no va passar desapercebut pels enemics dels romans d'Orient. Ja al 520, Teodoric va planejar construir una flota massiva dirigida contra els romans d'Orient i els vàndals, però la seva mort el 526 va limitar en gran manera que aquests plans es portessin a terme. El 535, la guerra gòtica va començar amb un doble atac romà d'Orient, amb una flota, de nou, implicant a l'exèrcit de Belisari cap a Sicília i després cap a Itàlia, i un altre exèrcit envaint Dalmàcia. El control romà d'Orient del mar va ser de gran importància estratègica, permetent als navilis més petits de l'armada romana d'Orient ocupar amb èxit la península el 540.
No obstant això, el 541, el nou rei ostrogot, Tòtila, va crear una flota de 400 vaixells de guerra que van impedir navegar les aigües d'Itàlia a l'imperi. Dues flotes romanes d'Orient van ser destruïdes a prop de Nàpols el 542, i el 546, Belisari personalment va comandar 200 vaixells contra les flotes gòtiques que bloquejaven les entrades del Tíber, en un esforç fallit per alliberar Roma. El 550, Tòtila va envair Sicília, i l'any següent, la seva flota de 300 vaixells capturats a Sardenya i Còrsega, van atacar Corfú i la costa de l'Epir. No obstant això, una derrota a la batalla naval de Sena Gallica va marcar l'inici del final de l'ascens imperial. Amb la conquesta final d'Itàlia i el sud d'Espanya sota Justinià, el Mediterrani va tornar a ser un "llac romà".
Tot i la consegüent pèrdua de gran part d'Itàlia pels llombards, els romans d'Orient van mantenir el control dels mars, ja que rares vegades els llombards s'aventuraven a la mar, pel que així van poder mantenir diverses franges costaneres del territori italià per segles. L'única gran acció naval dels propers 80 anys va passar durant el setge de Constantinoble per l'Imperi Sassànida, àvars i eslaus del 626. Durant aquest setge, la flota dels eslaus va ser interceptada i destruïda per la flota romana d'Orient, negant el pas de l'exèrcit persa per l'estret del Bòsfor i, eventualment, forçant als àvars a retirar-se.

## Emergència de l'amenaça naval àrab
Durant l'any 640 la conquesta musulmana de Síria i Egipte va crear una nova amenaça per a l'Imperi Romà d'Orient. No només va provocar que els àrabs conquerissin significatives àrees productores d'ingressos i reclutament, sinó que, després de la utilitat d'una marina forta demostrat en el curt període de reconquesta d'Alexandria el 644, van optar per la creació pròpia d'una marina de guerra. En aquest esforç la nova elit musulmana, provinent de la part nord a l'interior de la península Aràbiga, van basar els seus recursos i la mà d'obra de la conquesta del llevant mediterrani (sobretot els coptes d'Egipte), que fins fa uns pocs anys havien proporcionat vaixells i tripulacions als romans d'Orient. Hi ha, però, evidència que en les noves bases navals de Palestina també es van emprar fusters provinents de Pèrsia i de l'Iraq. La manca tant de fonts com d'il·lustracions anteriors al segle xiv impedeix el coneixement amb detall dels primers vaixells de guerra musulmans, encara que se sol creure que per a crear-les es van basar en l'existent tradició marítima mediterrània. Tenint en compte l'àmplia nomenclatura nàutica que compartien, i la interacció secular entre les dues cultures, ja que els vaixells romans d'Orient i àrabs compartien múltiples similituds. Aquestes similituds també es van estendre pel que fa a les tàctiques i l'organització de la flota en general, de fet les traduccions de manuals militars romans d'Orient estaven a càrrec dels mateixos almiralls àrabs. La marina musulmana va guanyar als romans d'Orient la batalla dels Pals en la qual la flota romana d'Orient fou destruïda en 655.

## Foc grec
El foc grec era una arma naval usada per l'Imperi Romà d'Orient, una mescla inflamable inventada per Cal·línic d'Heliòpolis, un refugiat sirià originari d'Heliòpolis de Síria vers el 673. Era composta suposadament de nafta, sofre, pega grega, greixos, salnitre, i calç viva, que cremava en contacte amb l'aigua. Fou utilitzada diverses vegades pels romans d'Orient en defensa contra els setges a Constantinoble.
Gràcies al foc grec, la marina de l'imperi aconseguí rebutjar un atac naval massiu dels turcs, frenant així les intencions expansionistes de l'islam i salvant de la possible conquesta des de l'est Europa occidental. Mantenint el secret d'aquesta nova i poderosa arma, els romans d'Orient pogueren detenir l'avenç dels otomans durant vuit segles.